# 教会

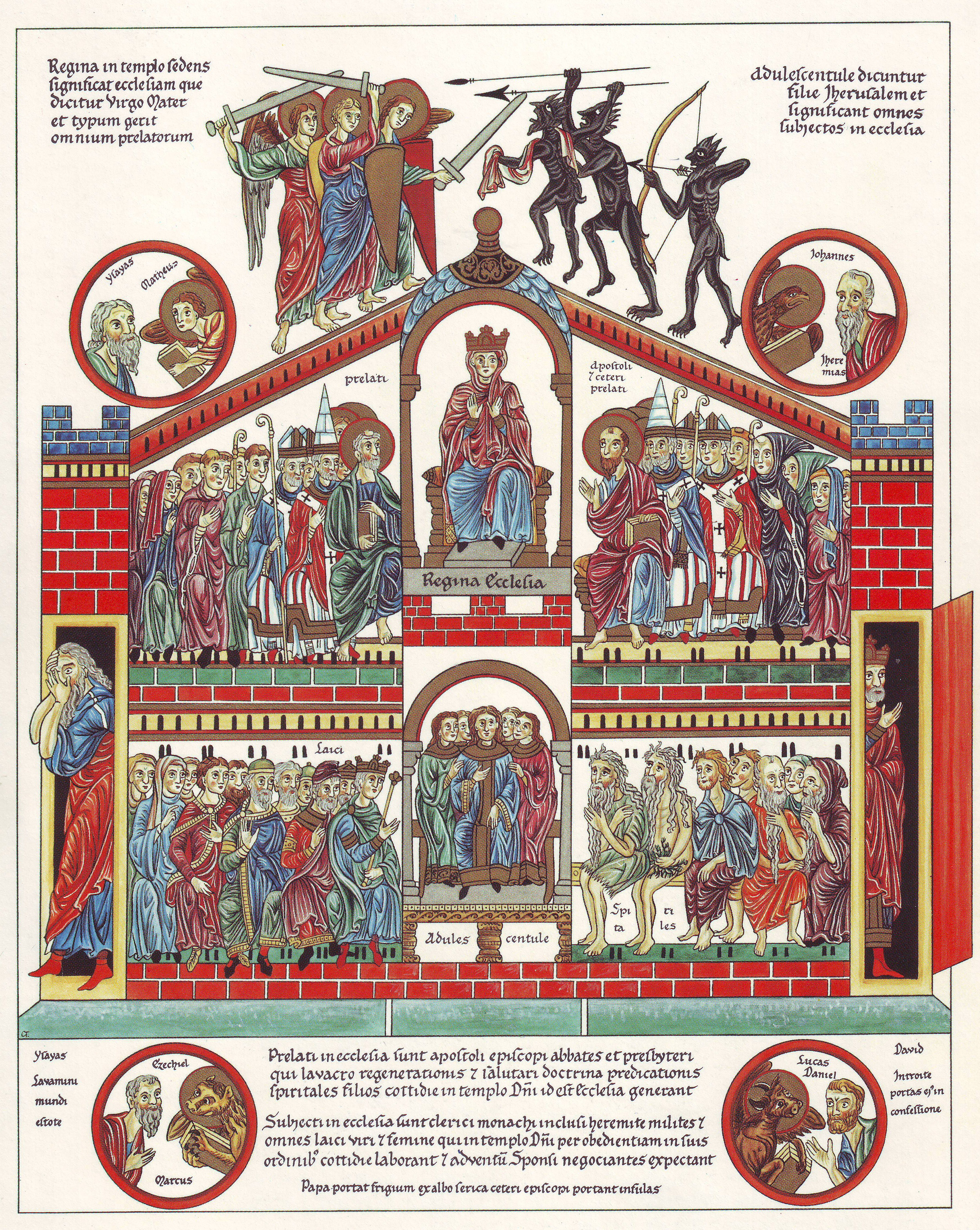
蘭茲堡的赫拉德編纂的《樂園 (百科全書)》中一幅關於ecclesia（教會）的中世紀插圖（主後12世紀）

教會（希臘語：ἐκκλησία），或稱基督教會，是對基督徒或基督教之團體的稱呼。基督教發展初期即有此概念，但在《新約聖經》中多以借代的方式指涉；首次明確教會的定義則始於西元381年版本的《尼西亞信經》，其中包括了教會四特徵：「唯一、神聖、大公及使徒所傳」。即使基督教歷史上經歷多次教派分裂，基督教大多數教派均會在禮儀上誦讀《尼西亞信經》或教會四特徵的表述，作為對教會身份的宣認。關於研究教會為何的神學分支，稱為教會學。
依照教會學，教會可以指：凡世所有罪惡和聖潔的基督徒的集合（普世教會）、天上所有聖潔的基督徒的集合（神的國度）、擁有共同教義和禮儀的基督徒的集合（教派）、一個地區擁有共同教義和禮儀的基督徒團體（教區）、有形的聚在一處的基督徒團體（地方教會）。在學術界，教會經常是基督教整體的同義詞，儘管基督教在事實上是由多個教會團體或教派組成的；而部分基督徒團體會宣稱自己是唯一真正的教會，排斥其他教會團體或教派的「教會」身份。
在漢字文化圈，日語的「教會」可兼指中文所稱的「教堂」（地方教會的建築），而在中文語境也常將兩詞混用，但實際上教會不一定需要有固定的建築。另外，不被基督教主流教派認可的基督徒團體（尤其被認異端者）、甚至與基督教無關的宗教團體，在名稱翻譯成中文時亦會採用「教會」一詞。

## 歷史
「教會」一詞的拉丁語原詞，源自古希臘語（ekklesía），意思為「聚會、會議」（ἐκκαλέω，ekkaléo）或「呼召、聚集」。意為「出來」，則意為「呼召」。
在舊約的時代，「教會」一詞並不存在，屬於祂的人民（以色列人）被稱作「國度」，不同於單純的宗教團體，更是一個文化、經濟和政治集合體。教會的概念第一次出現在《馬太福音》第16章第18节参：「我還告訴你，你是彼得，我要把我的教會建造在這磐石上；陰間的權柄，不能勝過他。」此後，聖經又有多此解釋教會的意義：「就是在基督耶穌里成聖、蒙召作聖徒的」（《哥林多前書》第1章第2节参）、「神的家......真理的柱石和根基」（《提摩太前書》第3章第15节参）、「他的身體，那充滿萬有者所充滿的」（《以弗所書》第1章第23节参）。教會的定義在第一次君士坦丁堡公會議被確定：「一個神聖、完全、被差遣的教會」，（希臘語：Ἁγίαν, Καθολικὴν καὶ Ἀποστολικὴν Ἐκκλησίαν），即，教會四特徵。
教會在主後1世紀建立在罗马帝国犹太行省的耶路撒冷，通常認為就在五旬節（基督升天50天後）聖靈降臨在使徒們聚集的會眾身上之時（《使徒行傳》第2章参）。這是因為教會建立在主耶穌基督戰勝死亡的神聖生命的基礎上，通過聖靈在基督裡面與神合一；沒有基督的復活和升天就無法與神合一，沒有聖靈就無法與基督合一。

## 含義

### 普世教會
聖經希臘文中，「教會」有時是用作單數形式，如：
又將萬有服在他（耶穌基督）的腳下，使他為教會作萬有之首。（《以弗所書 1:22》）
在這裡，教會是指普世性，無形的教會，指自古至今甚至未來，全世界所有的基督徒，由上帝所揀選、救贖的信徒的有機體。教會是因為基督帶來的神的救恩而獲得揀選救贖的信徒組成，所以基督是教會得以形成的最基本元素。信徒集合起來，成為會眾，成為神團體的彰顯。人們只要接觸到團體的聖徒——教會，就能夠直接地看到神在人間的顯現，即所謂「基督是神的奧祕，教會是基督的奧祕」。
同時，基督徒認為，因為基督是教會當中聖徒的原型，每個信徒都是基督的複製品，所以，教會是基督的擴大和繁殖。這樣就把教會比作一個活的生命體。這樣的教會，就可以超越時間和空間。在這些基督徒看來，只要是由「神所揀選」、由「基督所救贖」的會眾，就都是所謂的教會的一部份，無論他們生活於什麼時代什麼處所。

### 神的國度
當提及來世和末世「教會的權柄和榮耀」時，「教會」實際上指神的國度、聖潔的聖徒的集合，而非包含罪人和聖徒的普世教會。

### 禮教派別
教會有時指擁有共同教義和禮儀的基督徒的集合（教派）。
東方基督教會堅持東方基督教的神學傳統，奉行東方基督教的禮儀。
- 東正教會
- 东方正统教会
- 东方亚述教会
- 东仪天主教会

西方基督教會或多或少地堅持西方基督教的神學傳統，如和子句、贖罪祭等，奉行西方基督教的禮儀，如天主教會的禱文、信經、詩歌、聖禮等。
- 天主教會
- 聖公宗教會
- 信義宗教會
- 改革宗教會
- 循道宗教會
- 浸信宗教會
- 福音教會
- 五旬節教會
- 基督復臨安息日教會
- 耶穌基督後期聖徒教會

### 自治教區
教會有時指一個地區擁有共同教義和禮儀的基督徒的集合（教派的教區），如烏克蘭天主教會，實際上是自治的大總教區，亚美尼亚宗徒教会，實際上是自治的宗主教區（教省），和瑞典教會，實際上是自治的大教區。

### 地方教會
聖經中也用個別的、有形的地方名稱+教會，來特指某地方一群基督徒會眾，如安提阿的教會、哥林多的教會等。
基督教在發展的過程中，在不同的地方，基督徒組織成不同的「教會」，這裡的「教會」只是一群特定的基督徒會眾，如某某教會，某某教會。不同的「教會」又織成不同的教派，當中也有出現分裂的情況。因此在基督教內有不同的教派與「教會」，比如天主教會，東正教會，新教的浸信會、宣道會、福音派、神召會、長老會等等。在組織比較完善的情況下，往往會被稱為教派，當有教派背離聖經啟示與內容時，則會被界定為異端、極端或偏教。不背離聖經啟示與內容的教會則被稱為正統宗派。

## 教會四特徵
第一次君士坦丁堡公會議修訂了尼西亞信經，完成了關於聖靈是神而非受造物、教會、洗禮、復活、復活後的生命，其中定義教會為：「一個神聖、完全、被差遣的教會」（希臘語：Ἁγίαν, Καθολικὴν καὶ Ἀποστολικὴν Ἐκκλησίαν）。
其中，「合一」是因為神只有一個，真理也只有一個，因為不朽的生命和救贖的真理而聚集的教會也只有一個。
「神聖」是因為賜下救恩的神是神聖的，帶領我們戰勝死亡和邪惡的基督是神聖的，與我們同在的聖靈是神聖的，所以聖父、聖子、聖靈的教會也是神聖的。「大公」（希臘語：καθολικός）源自於詞根，「至於」、「關於」，和，「完全，全部」，本意為「完全的，沒有缺失的」，通常認為意為「普世的」。因為基督的真理是完全的真理，神沒有任何缺點或謬誤，所以基督的教會也是完全的；因為基督的真理是宇宙的真理，而非某個人或集體的意見或臆想，所以基督的教會也是所有人的教會，大公的教會。「被差遣」是因為基督的教會建立在被神差遣的基督、被神藉著基督差遣的聖靈和被基督差遣的使徒上；因為基督的教會被差遣，為神不盡的、生命的國度做見證，遵奉他的旨意和神聖的律法，行他慈愛而大能的奇事。
天主教會和東正教會在公元1054年大分裂之後，分別於西歐和東歐保持著正統教會的地位。直至十六世紀（由1517年開始）宗教改革時，才因當時分裂的新教而失去了在歐洲身為唯一的教會的地位。其實在改革運動的早期，新教仍被天主教會視為異端的教派。
事實上，整個教會差不多由一開始就是不完整的。多個世紀以來，不少獨立的教會出現，反對教會原有傳統的習慣以及視其他教派為阿里烏教派的宗派或異端。因此，「真正」教會的定義是很廣泛的。

### 地方召會
根據《馬太福音》18:20，「耶穌說：『無論在那裡，有兩三個人奉我的名聚會，那裡就有我在他們中間』」有人據此解釋：只要有兩三個信徒，並有神在一起，即可算作一個召會。然而，根據新約聖經使徒行傳以及各卷書信、啓示錄的記載，個別性的召會應該是以一個城市（或稱「地方」）為計算單位，例如羅馬、哥林多、以弗所、腓立比、歌羅西、帖撒羅尼迦、安提阿、士每拿、別迦摩、推雅推喇、撒狄、非拉鐵非、老底嘉，以上地方在當時皆為城市，因此在新約各卷書提到這些地方上的召會時，皆以「單數」形式稱呼，亦即在新約作者眼中，每個地方上只有「一個」召會，沒有「兩個以上」的召會，每個地方上的那「一個」召會即包含了當地所有基督徒的全部，因此並非任意兩三個人都可以算作「一個」召會。另外，由於加拉太是一個省，因此保羅提到加拉太的召會時是用「複數」形式，這也再度證明初期基督徒一個地方一個召會的實行。

## 聖經中比喻的其他名稱
一般認為聖經中許多比喻的本體都是教會。根據基督徒們的說法，為了說明關於教會奧祕的各個事實，聖經用了許多獨特的言詞來描述教會的各面。
以色列
帳幕
祭司體系
代表所有信徒可以和神直接溝通。
惟有你們是被揀選的族類，是有君尊的祭司，是聖潔的國度，是屬神的子民，要叫你們宣揚那召你們出黑暗入奇妙光明者的美德。（《彼得前書 2:9》）
聖殿
聖經以此代表教會的重心是崇拜神，教會是神的居所。
各房靠他聯絡得合式，漸漸成為主的聖殿。你們也靠他同被建造，成為神藉著聖靈居住的所在。（《以弗所書 2：21—22》）
神的家
這樣，你們不再作外人和客旅，是與聖徒同國，是神家裡的人了。（《以弗所書 2:19》）
神的國
意味著神在教會中有權柄。
他救了我們脫離黑暗的權勢，把我們遷到他愛子的國裡。（《歌羅西書 1:13》）
基督的身體
雖然在新約中常常稱教會為神的殿、神的家等，但保羅特別說到教會是「基督的身體」，他也是惟一這麼說過的使徒。
如前所述，一些基督徒認為，教會出自基督，因而教會是在基督里，是基督身體的一部分。按照他們的觀點，羅馬書五至八章中說，所有的人的生命從亞當而來，因為亞當的墮落而成了罪人，舊人，需要被釘十字架，這些舊人與基督一同死了，而基督復活之時，人們也就因為基督的救贖，死而復活了，從此人不再憑肉體而是憑聖靈而活。這樣，基督犧牲自己的身體的救贖工作的終點就是那些得到救贖的信徒們形成的團體，也就是教會，故而說教會是基督的身體。
「我憑著所賜我的恩，對你們各人說，不要看自己過於所當看的；要照著神所分給各人信心的大小，看得合乎中道。正如我們一個身子上有好些肢體，肢體也不都是一樣的用處。我們這許多人，在基督裏成為一身，互相聯絡作肢體，也是如此。」（《羅馬書 12:3-5》）
基督的配偶
作長老的寫信給蒙揀選的太太（或作：教會），和他的兒女……（《約翰貳書 1:1》）
…人要離開父母，與妻子連合，二人成為一體。這是極大的奧秘，但我是指著基督和教會說的。（《以弗所書 5:31-32》）
聖城-耶路撒冷
你們是世上的光。城造在山上是不能隱藏的。（《馬太福音 5:14》）
聖城新耶路撒冷由神那裡從天而降，預備好了，就如新婦妝飾整齊，等候丈夫。（《啟示錄 21:2》）
金燈臺
代表教會需要在黑暗的世代中見證出基督的生命。
論到你所看見、在我右手中的七星和七個金燈臺的奧祕，那七星就是七個教會的使者，七燈臺就是七個教會。（《啟示錄 1:20》）
軍隊